# Jenny Elvers
Jenny Elvers (Amelinghausen, 11 maggio 1972) è un'attrice tedesca.

## Filmografia parziale

### Cinema
- Männerpension, regia di Detlev Buck (1996)
- Knockin' on Heaven's Door, regia di Thomas Jahn (1997)
- Giovane e violento (Knallhart), regia di Detlev Buck (2006)
- Abschussfahrt, regia di Tim Trachte (2015)
- Kartoffelsalat - Nicht fragen!, regia di Michael David Pate (2015)

### Televisione
- Nikola - serie TV, 29 episodi (1997-1999)
- Amici per la pelle (Freunde fürs Leben) - serie TV, 14 episodi (1999-2001)
- Vulcano (Vulkàn) - film TV (2009)
- Tierärztin Dr. Mertens - serie TV, 7 episodi (2009)